# Petrovice u Blanska
Petrovice (deutsch Petrowitz) ist eine Gemeinde in Tschechien. Der Ort befindet sich im Mährischen Karst, 4,5 km östlich von Rájec-Jestřebí und gehört dem Okres Blansko an.

## Geographie

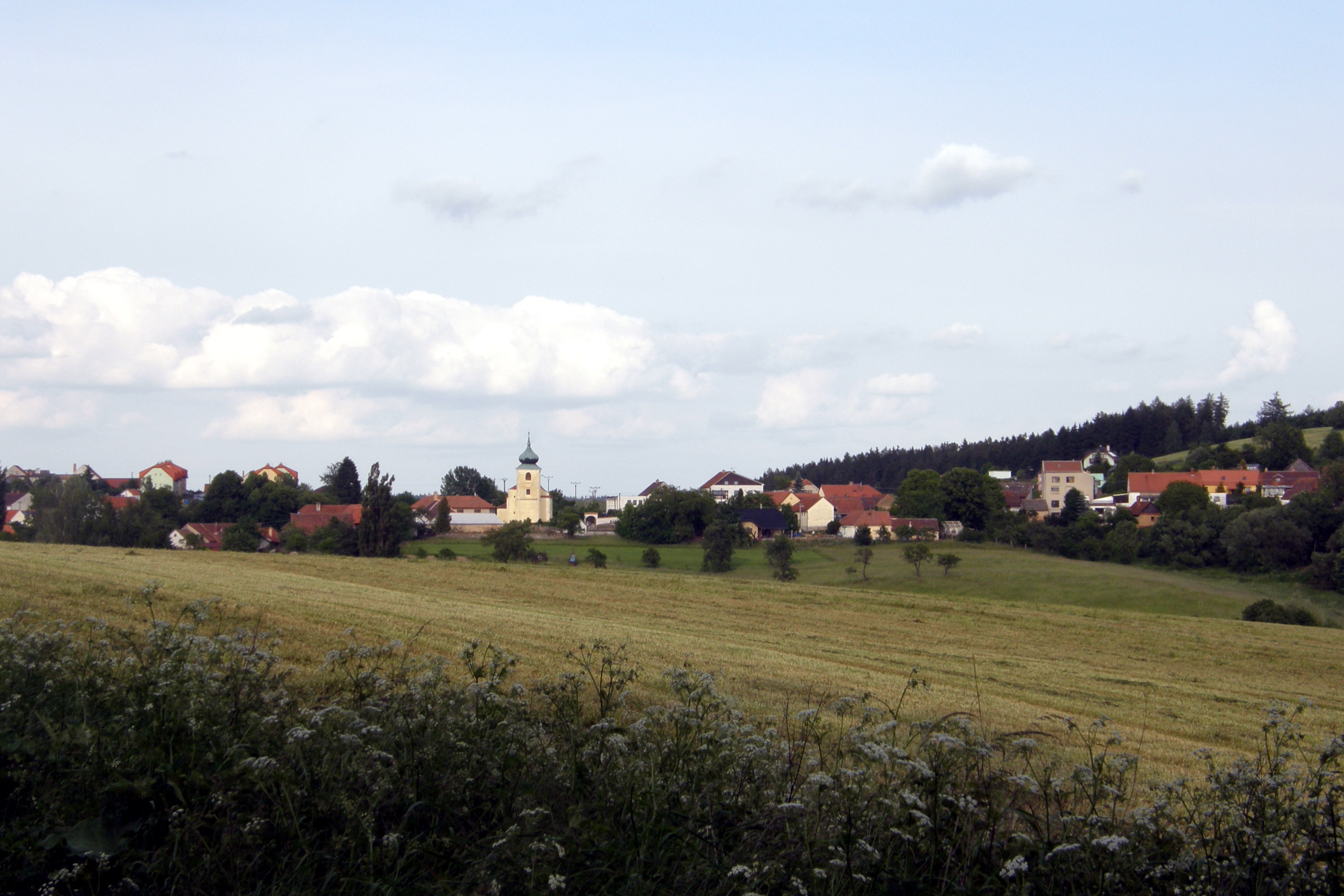
Petrovice

Gemeinsam mit dem nördlichen Nachbarort Žďár liegt Petrovice in etwa 500 m Höhe auf einer Hochfläche. Südlich des Dorfes erheben sich die Berge Kněží hora (585 m) und Šípová (548 m).
500 m südlich des Dorfes steht am Hang des Kněží hora eine steinerne Holländermühle aus dem Jahre 1848. Nach ihrer Modernisierung im Jahre 1922 war sie bis 1964 in Betrieb und wurde in den 1970er Jahren zum Hotel umgebaut. Derzeit wird sie als Pension und Gaststätte genutzt.

## Geschichte
Erstmals ist das Dorf 1208 erwähnt worden. Eine Veste, die hier stand, wurde 1406 durch Vok III. von Holstein niedergebrannt. Die St.-Peter und Pauls-Kirche entstand 1733 an der Stelle eines Vorgängerbaus. 1804 wurde die Kirche repariert.